# Persone di nome Henrik
| Questa pagina contiene informazioni ricavate automaticamente dalle voci biografiche con l'ausilio del template Bio e di un bot. L'aggiornamento è periodico e automatico e ricostruisce completamente la pagina. Se manca una persona in questa lista, sei pregato di non aggiungerla, ma accertati piuttosto che la sua voce biografica contenga il template Bio e che i dati anagrafici siano correttamente compilati. Se il template Bio manca, inseriscilo tu stesso o, in alternativa, metti l'avviso {{tmp\|Bio}} che ne segnala la mancanza. Se i dati riportati sono sbagliati, correggi direttamente la voce biografica; le modifiche saranno visibili in questa lista entro pochi giorni. Per chiarimenti vedi il progetto antroponimi. La lista contiene solo le 108 persone che sono citate nell'enciclopedia e per le quali è stato implementato correttamente il template Bio. Pagina aggiornata al 16 ott 2024. |

Questa è una lista di persone presenti nell'enciclopedia che hanno il prenome Henrik, suddivise per attività principale.

## Allenatori di calcio(9)
- Henrik Åhnstrand, allenatore di calcio e ex calciatore svedese (Nyköping, n. 1979)
- Henrik Fig, allenatore di calcio e ex calciatore danese (n. 1972)
- Henrik Hansen, allenatore di calcio e ex calciatore danese (n. 1979)
- Henrik Jensen, allenatore di calcio e ex calciatore danese (Copenaghen, n. 1959)
- Henrik Jensen, allenatore di calcio danese (Aalborg, n. 1985)
- Henrik Larsen, allenatore di calcio e ex calciatore danese (Lyngby-Taarbæk, n. 1966)
- Henrik Pedersen, allenatore di calcio e dirigente sportivo danese (Humlum, n. 1978)
- Henrik Rydström, allenatore di calcio e ex calciatore svedese (Karlskrona, n. 1976)
- Daniel Sjölund, allenatore di calcio e ex calciatore finlandese (Finström, n. 1983)

## Allenatori di pallacanestro(2)
- Henrik Dettmann, allenatore di pallacanestro finlandese (Helsinki, n. 1958)
- Henrik Rödl, allenatore di pallacanestro e ex cestista tedesco (Offenbach am Main, n. 1969)

## Ammiragli(1)
- Henrik af Trolle, ammiraglio svedese (Stoccolma, n. 1730 - Stoccolma, † 1784)

## Architetti(1)
- Henrik August Flindt, architetto danese (Tønder, n. 1822 - Frederiksberg, † 1901)

## Arcivescovi luterani(2)
- Henrik Benzelius, arcivescovo luterano e teologo svedese (Strängnäs, n. 1689 - Uppsala, † 1758)
- Henrik Reuterdahl, arcivescovo luterano svedese (Malmö, n. 1795 - Uppsala, † 1870)

## Attori(4)
- Henrik Holm, attore e modello norvegese (Oslo, n. 1995)
- Henrik Lundström, attore svedese (n. 1983)
- Henrik Mestad, attore norvegese (Oslo, n. 1964)
- Henrik Rafaelsen, attore norvegese (Kristiansand, n. 1973)

## Biatleti(2)
- Henrik Flöjt, biatleta finlandese (n. 1952 - † 2005)
- Henrik L'Abée-Lund, ex biatleta norvegese (n. 1986)

## Calciatori(24)
- Henrik Agerbeck, ex calciatore danese (Frederiksberg, n. 1956)
- Henrik Andersen, ex calciatore danese (Amager, n. 1965)
- Henrik Bellman, calciatore svedese (n. 1999)
- Henrik Berger, ex calciatore svedese (n. 1969)
- Henrik Bernburg, ex calciatore danese (Virum, n. 1947)
- Henrik Bjørdal, calciatore norvegese (Ålesund, n. 1997)
- Henrik Coppens, calciatore e allenatore di calcio belga (Anversa, n. 1930 - Anversa, † 2015)
- Henrik Dahl, ex calciatore svedese (n. 1975)
- Henrik Dalsgaard, calciatore danese (Tønder, n. 1989)
- Henrik Furebotn, ex calciatore norvegese (Øvre Årdal, n. 1986)
- Henrik Gustavsen, calciatore norvegese (Tønsberg, n. 1992)
- Henrik Heggheim, calciatore norvegese (Stavanger, n. 2001)
- Henrik Jørgensen, ex calciatore danese (n. 1965)
- Henrik Kildentoft, ex calciatore danese (Hvidovre, n. 1985)
- Henrik Kjelsrud Johansen, calciatore norvegese (Gjøvik, n. 1993)
- Henrik Moisander, ex calciatore finlandese (Turku, n. 1985)
- Henrik Nielsen, ex calciatore danese (Virum, n. 1965)
- Henrik Nádler, calciatore ungherese (n. 1901 - † 1944)
- Henrik Ojamaa, calciatore estone (Tallinn, n. 1991)
- Henrik Pedersen, ex calciatore danese (Kjellerup, n. 1975)
- Henrik Pürg, ex calciatore estone (Tallinn, n. 1996)
- Henrik Udahl, calciatore norvegese (Askim, n. 1997)
- Henrik Vestergaard, ex calciatore danese (Søborg, n. 1941)
- Henrik Meister, calciatore danese (Copenaghen, n. 2003)

## Canoisti(1)
- Henrik Nilsson, canoista svedese (Nyköping, n. 1976)

## Cestisti(1)
- Henrik Širko, cestista croato (Sebenico, n. 1993)

## Ciclisti su strada(1)
- Henrik Pedersen, ciclista su strada danese (Sønder Felding, n. 2004)

## Diplomatici(1)
- Henrik Kauffmann, diplomatico e politico danese (Francoforte sul Meno, n. 1888 - Skodsborg, † 1963)

## Drammaturghi(1)
- Henrik Ibsen, drammaturgo, poeta e regista teatrale norvegese (Skien, n. 1828 - Oslo, † 1906)

## Filosofi(1)
- Henrik Steffens, filosofo e naturalista danese (Stavanger, n. 1773 - Berlino, † 1845)

## Fondisti(1)
- Henrik Dønnestad, fondista norvegese (n. 1996)

## Ginnasti(1)
- Henrik Stehlik, ginnasta tedesco (Salzgitter, n. 1980)

## Giocatori di calcio a 5(1)
- Henrik Arnesen, giocatore di calcio a 5 e ex calciatore norvegese

## Golfisti(1)
- Henrik Stenson, golfista svedese (Göteborg, n. 1976)

## Hockeisti su ghiaccio(3)
- Henrik Lundqvist, ex hockeista su ghiaccio svedese (Åre, n. 1982)
- Henrik Sedin, ex hockeista su ghiaccio svedese (Örnsköldsvik, n. 1980)
- Henrik Tallinder, ex hockeista su ghiaccio svedese (Stoccolma, n. 1979)

## Imprenditori(1)
- Henrik Fisker, imprenditore, progettista e manager danese (Allerød, n. 1963)

## Incisori(1)
- Hendrik Hondius, incisore e editore olandese (Duffel, n. 1573 - † 1650)

## Ingegneri(2)
- Henrik Gerner, ingegnere e militare danese (Copenaghen, n. 1742 - Copenaghen, † 1787)
- Henrik Ruse, ingegnere militare olandese (Ruinen, n. 1624 - Sauwerd, † 1679)

## Linguisti(1)
- Alvar Ellegård, linguista e saggista svedese (Göteborg, n. 1919 - Göteborg, † 2008)

## Lottatori(1)
- Henrik Hansen, lottatore danese (Frederiksværk, n. 1920 - † 2010)

## Maratoneti(1)
- Henrik Jørgensen, maratoneta danese (Copenaghen, n. 1961 - Bornholm, † 2019)

## Mercanti(1)
- Henrik König, mercante svedese (Brema, n. 1642 - Amburgo, † 1720)

## Mezzofondisti(1)
- Henrik Ingebrigtsen, mezzofondista norvegese (Sandnes, n. 1991)

## Nuotatori(2)
- Henrik Christiansen, nuotatore norvegese (Skedsmo, n. 1996)
- Henrik Hajós, nuotatore ungherese (Budapest, n. 1886 - Budapest, † 1963)

## Oculisti(1)
- Henrik Sjögren, oculista svedese (Köping, n. 1899 - Lund, † 1986)

## Orafi(1)
- Henrik Wigström, orafo finlandese (Ekenäs, n. 1862 - † 1923)

## Pallamanisti(3)
- Henrik Lundström, ex pallamanista svedese (Mölndal, n. 1979)
- Henrik Møllgaard, pallamanista danese (Bramming, n. 1985)
- Henrik Toft Hansen, pallamanista danese (n. 1986)

## Pastori protestanti(1)
- Henrik Lund, pastore protestante, pittore e paroliere groenlandese (Nanortalik, n. 1875 - Narsaq, † 1948)

## Pianisti(1)
- Henrik Lindstrand, pianista e compositore svedese

## Piloti di rally(1)
- Henrik Lundgaard, pilota di rally e pilota automobilistico danese (Hedensted, n. 1969)

## Pittori(2)
- Henrik Stefán, pittore ungherese (Máriakéménd, n. 1896 - Amersee, † 1971)
- Henrik Weber, pittore ungherese (Pest, n. 1818 - Pest, † 1866)

## Poeti(2)
- Henrik Anker Bjerregaard, poeta norvegese (Ringsaker, n. 1792 - Oslo, † 1842)
- Henrik Wergeland, poeta norvegese (Kristiansand, n. 1808 - Oslo, † 1845)

## Politici(2)
- Henrik Shipstead, politico statunitense (Contea di Kandiyohi, n. 1881 - Alexandria, † 1960)
- Henrik Tuma, politico e avvocato jugoslavo (Lubiana, n. 1858 - Lubiana, † 1935)

## Registi(1)
- Henrik Ruben Genz, regista e sceneggiatore danese (Gram, n. 1959)

## Scacchisti(1)
- Henrik K'asparyan, scacchista, compositore di scacchi e ingegnere armeno (Tbilisi, n. 1910 - Erevan, † 1995)

## Sceneggiatori(1)
- Henrik Galeen, sceneggiatore, regista e attore austriaco (Leopoli, n. 1881 - Randolph, † 1949)

## Sciatori alpini(5)
- Henrik Kristoffersen, sciatore alpino norvegese (Lørenskog, n. 1994)
- Henrik Robin Motys, ex sciatore alpino norvegese (n. 1977)
- Henrik Røa, sciatore alpino norvegese (n. 1995)
- Henrik Smith-Meyer, ex sciatore alpino norvegese (Bærum, n. 1965)
- Henrik von Appen, sciatore alpino cileno (Santiago del Cile, n. 1994)

## Sciatori freestyle(1)
- Henrik Harlaut, sciatore freestyle svedese (Sollentuna, n. 1991)

## Scrittori(6)
- Henrik Hertz, scrittore e poeta danese (Copenaghen, n. 1797 - Copenaghen, † 1870)
- Henrik Nordbrandt, scrittore, poeta e orientalista danese (Frederiksberg, n. 1945 - † 2023)
- Henrik Pontoppidan, scrittore danese (Fredericia, n. 1857 - Ordrup, † 1943)
- Henrik Gabriel Portham, scrittore e linguista finlandese (Viitasaari, n. 1739 - Turku, † 1804)
- Henrik Schück, scrittore svedese (Stoccolma, n. 1855 - Stoccolma, † 1947)
- Henrik Stangerup, scrittore, regista cinematografico e giornalista danese (Copenaghen, n. 1937 - † 1998)

## Sollevatori(1)
- Henrik Tamraz, sollevatore iraniano (Urmia, n. 1935 - † 1996)

## Tastieristi(1)
- Henrik Klingenberg, tastierista finlandese (Mariehamn, n. 1978)

## Tennisti(2)
- Henrik Holm, ex tennista svedese (Täby, n. 1968)
- Henrik Sundström, ex tennista svedese (Lund, n. 1964)

## Tiratori a segno(1)
- Henrik Sillem, tiratore a segno olandese (Amsterdam, n. 1866 - Courmayeur, † 1907)

## Triplisti(1)
- Henrik Kalocsai, triplista e lunghista ungherese (Budapest, n. 1940 - Budapest, † 2012)

## Velisti(1)
- Henrik Robert, velista norvegese (Hurum, n. 1887 - Asker, † 1971)

## Velocisti(1)
- Henrik Larsson, velocista svedese (n. 1999)

## Zoologi(1)
- Henrik Nikolai Krøyer, zoologo e ittiologo danese (Copenaghen, n. 1799 - Copenaghen, † 1870)

## Senza attività specificata(1)
- Henrik Samuel Nyberg, iranista e arabista svedese (Söderbärke, n. 1889 - † 1974)